# 25893 Суґіхара
25893 Суґіхара (25893 Sugihara) — астероїд головного поясу, відкритий 19 листопада 2000 року.
Тіссеранів параметр щодо Юпітера — 3,062.
Названо на честь Суґіхари (яп. すぎはら(杉原) суґіхара).